# 박다안
박다안(본명: 박다아나, 1982년 2월 24일 ~ )은 대한민국의 배우이다.

## 경력
2000년 CF 모델로 첫 데뷔를 하였다.

## 출연작

### 텔레비전
| 연도 | 제목                     | 역할   | 방송사 | 비고                        |
| ---- | ------------------------ | ------ | ------ | --------------------------- |
| 2005 | 귀엽거나 미치거나        | 조민희 | SBS    |                             |
| 2005 | 맨발의 청춘              | 선주   | MBC    |                             |
| 2005 | 사랑은 기적이 필요해     | 정혜진 | SBS    |                             |
| 2006 | 드라마시티               | 정옥   | KBS2   | 〈김동수 간첩 조작사건〉 편 |
| 2006 | 내 사랑 못난이           | 최은우 | SBS    |                             |
| 2006 | MBC 베스트극장           | 문상희 | MBC    | 〈엘비스〉 편               |
| 2007 | 드라마시티               | 영이   | KBS2   | 〈변신〉 편                 |
| 2007 | 칼잡이 오수정            | 육대순 | SBS    |                             |
| 2008 | 드라마시티               | 지숙   | KBS2   | 〈Call〉 편                 |
| 2008 | 난 네게 반했어           | 배지원 | KBS2   |                             |
| 2010 | 신의 퀴즈 시즌1          | 고윤정 | OCN    |                             |
| 2014 | 천상여자                 | 박채린 | KBS2   |                             |
| 2017 | 아빠니까 괜찮아          | 선미   | MBN    |                             |
| 2018 | 인형의 집                | 신나영 | KBS2   | 73회~74회 특별출연          |
| 2020 | 암행어사: 조선비밀수사단 |        | KBS2   | 2회 - 5회                   |

### 영화
| 연도 | 제목                        | 역할   | 비고 |
| ---- | --------------------------- | ------ | ---- |
| 2001 | 골뱅이@실명제               |        |      |
| 2005 | 첼로 - 홍미주 일가 살인사건 | 김태연 |      |

### 뮤직비디오
- 2004년 일기장 - KCM
- 2005년 추억속의 재회 - 엠씨 더 맥스
- 2005년 눈물잔, 그대만큼만 - 박상민
- 2006년 케빈은 바람둥이 - 크라운 제이

### 광고
- 2004년 맥도날드
- 2004년 네오위즈 쥬크온
- 2005년 옥시 에어윅 데코스피어 (소지섭)
- 2005년 농심 자연지향 땅칩
- 2005년 현대해상 하이카 (조승우)
- 2005년 대동벽지 이온의 집
- 2005년 한국야쿠르트 하이후레쉬 CC
- 2005년 유니레버 폰즈 클리어훼이스 정
- 2006년 한국P&G 팬틴 집중손상케어
- 2006년 제일건설 오투그란데
- 2007년 대우캐피탈 내게론
- 2008년 CJ제일제당 스칼프메드
- 2017년 삼성화재 당신의 봄 (차태현과 공동 출연)
- 2017년 삼성화재 브랜드 필름
- 2019년 SKT NUGU call이 필요한 순간 - 아이편
- 2019년 SKT 5G 동물없는 동물원 편
- 2019년 셀리턴 LED마스크